# Ville Valo

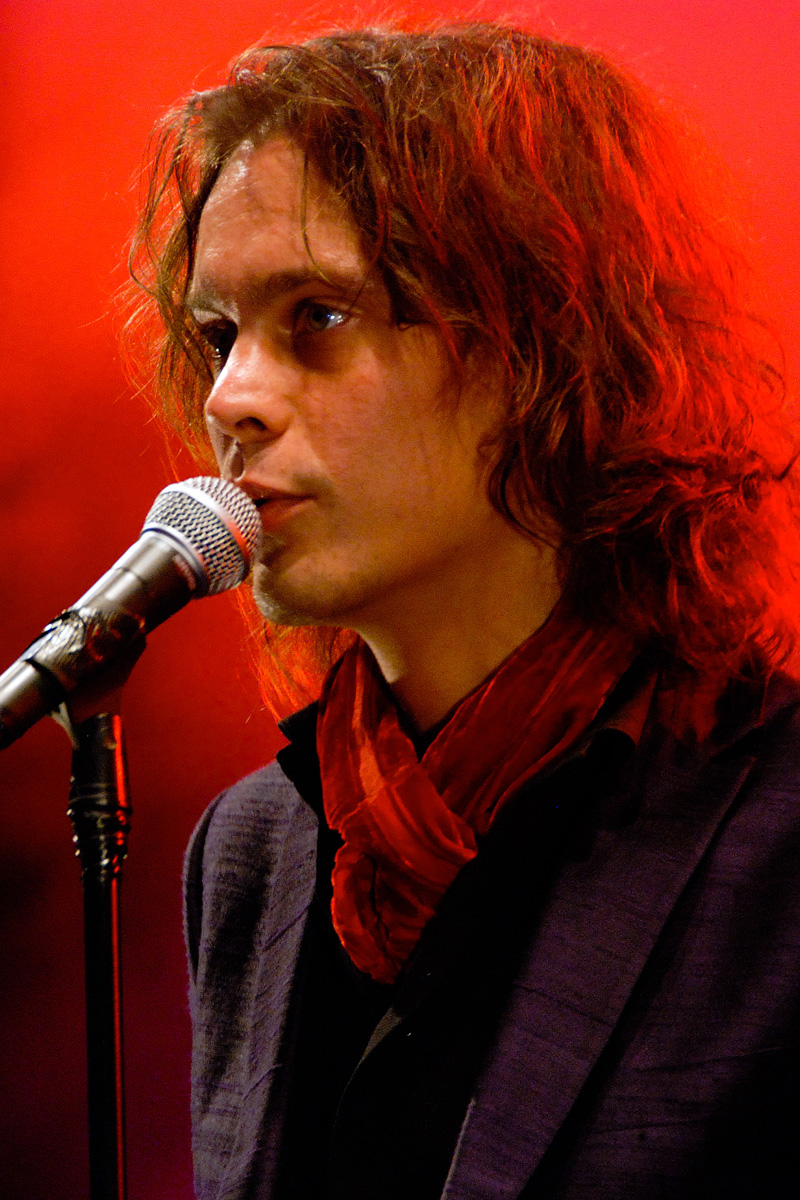
Ville Valo (2007)

Ville Hermanni Valo (n. 22 noiembrie 1976) este un muzician, cantautor și multi-instrumentist finlandez, solist al formației HIM.
În 2004 el a primit premiul „Golden God” oferit de revista heavy metal Metal Hammer. Valo a fost clasat pe locul 80 în 'Top 100 Metal Vocalists of All Time' publicat de Hit Parader.

## Biografie
S-a născut într-o suburbie a orașului Helsinki, Finlanda. Tatăl lui, Kari, este de origine finlandeză, iar mama sa, Anita, de origine maghiară. Imediat dupa nașterea lui Ville, familia lui s-a mutat în comuna Oulunkylä, unde au locuit până la adolescența lui Ville. În 1984 s-a născut fratele său Jesse. În ultimii ani ai adolescenței, Ville a lucrat la sex shop-ul tatălui său iar când a împlinit 18 ani s-a mutat aparte.
În copilărie Ville a fost influențat de renumiți artiști finlandezi, ca Tapio Rautavaara sau Rauli Badding Somerjoki. În diferite interviuri el a citat drept artiștii săi favoriți pe King Diamond, Elvis Presley, Neil Young, și Dir En Grey, dar și formații ca Fields of the Nephilim, The Sisters of Mercy, Black Sabbath, Type O Negative, Depeche Mode, Iron Maiden, Jim Morrison și The Doors, KISS și The Stooges.
În martie 2006 s-a logodit cu Jonna Nygren după o relație de 3 ani, iar în 2007 s-au despărțit. Ville a fost aproape forțat să anuleze primul turneu important al trupei în Statele Unite, după ce a fost bătut de fosta prietenă, s-a ales cu un ochi învinețit și cu timpanul spart după o ceartă cu fosta sa iubită. “Violența este un lucru rău, însă nimic nu se compară cu a fi bătut de o fată, nu-i așa?” a spus el. “Era o tipă dură și nu îi era frică să arate asta. A țipat atât de tare la mine încât mi-a spart timpanul. Dacă gaura ar fi fost mai mare ar fi trebuit să fiu operat și astfel trupa ar fi ratat primul turneu important în State”